# Paradichostathes curticornis
Paradichostathes curticornis là một loài bọ cánh cứng trong họ Cerambycidae.